# 紀元前384年
紀元前384年（きげんぜん384ねん）は、ローマ暦の年である。
当時は、「マルギネンシス、プブリコラ、カミッルス、ルフス、クラッスス、カピトリヌスが執政武官に就任した年」として知られていた（もしくは、それほど使われてはいないが、ローマ建国紀元370年）。紀年法として西暦（キリスト紀元）がヨーロッパで広く普及した中世時代初期以降、この年は紀元前384年と表記されるのが一般的となった。

## 他の紀年法
- 干支 : 丁酉
- 日本
  - 皇紀277年
  - 孝安天皇9年
- 中国
  - 周 - 安王18年
  - 秦 - 献公元年
  - 晋 - 孝公5年
  - 楚 - 悼王18年
  - 斉 - 康公21年
  - 田斉 - 斉侯剡元年
  - 燕 - 簡公31年
  - 趙 - 敬侯3年
  - 魏 - 武侯12年
  - 韓 - 文侯3年
- 朝鮮
  - 檀紀1950年
- ベトナム :
- 仏滅紀元 : 161年
- ユダヤ暦 :

## できごと

### ギリシア
- アテネの雄弁家リュシアスは、オリンピアードの期間に、ギリシア人がシラクサの僭主ディオニュシオス1世及びバルバロイのペルシア人に支配されたことを非難した。

### 共和政ローマ
- 執政官経験者でもあるマルクス・マンリウス・カピトリヌスが、王位を狙ったとして処刑された。

## 誕生
- アリストテレス、ギリシアの哲学者（+ 紀元前322年）
- デモステネス、ギリシアの政治家（+ 紀元前322年）

## 死去
- マルクス・マンリウス・カピトリヌス、共和政ローマの元執政官